# Aeroporto di Győr-Pér
L'aeroporto di Győr-Pér   (in ungherese: Győr-Pér repülőtér) (ICAO: LHPR - IATA: QGY) è un aeroporto ungherese situato sulla strada nazionale 81 a 15 km da Győr in direzione Székesfehérvár nel comune di Pér ed abilitato al traffico internazionale.

## Storia
In origine l'aeroporto era militare. Nel 1994 fu fondata la Győr-Pér Airport Development Ltd, società che da allora gestisce i servizi aeroportuali.